# Radiosportens Jerringpris
Der Radiosportens Jerringpris ist ein schwedischer Sportpreis. Er wurde von Radiosporten, der Sportredaktion von Sveriges Radio, ins Leben gerufen. Der Preis wurde nach dem schwedischen Radioreporter und Sportjournalisten Sven Jerring benannt. Er wird auch als „Preis des Volkes“ bezeichnet, da der Sportler oder das Team mit der herausragendsten Leistung eines Jahres von den Hörern gekürt wird.
Zum ersten Mal wurde der Radiosportens Jerringpris 1979 verliehen, erster Preisträger war Ingemar Stenmark. Die meisten Auszeichnungen erhielt die Biathletin Magdalena Forsberg, die viermal gewählt wurde.

## Alle Sieger

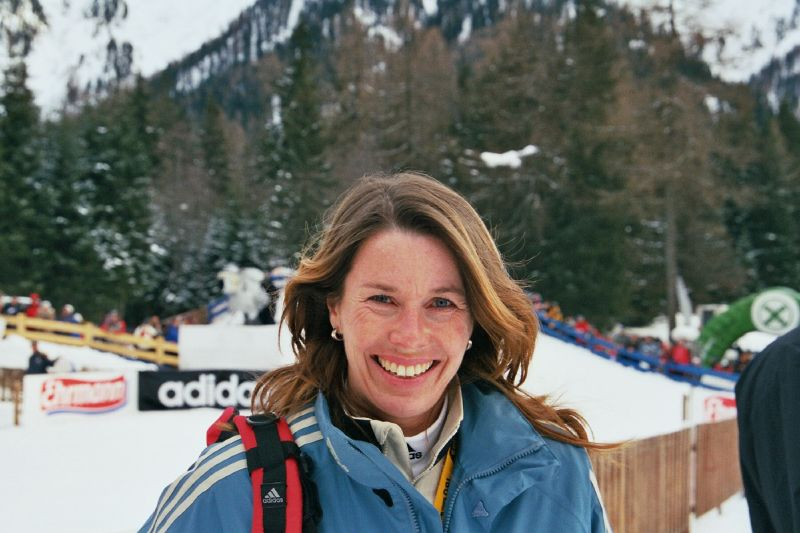
Magdalena Forsberg – viermalige Preisträgerin 1997, 1998, 2000 und 2001

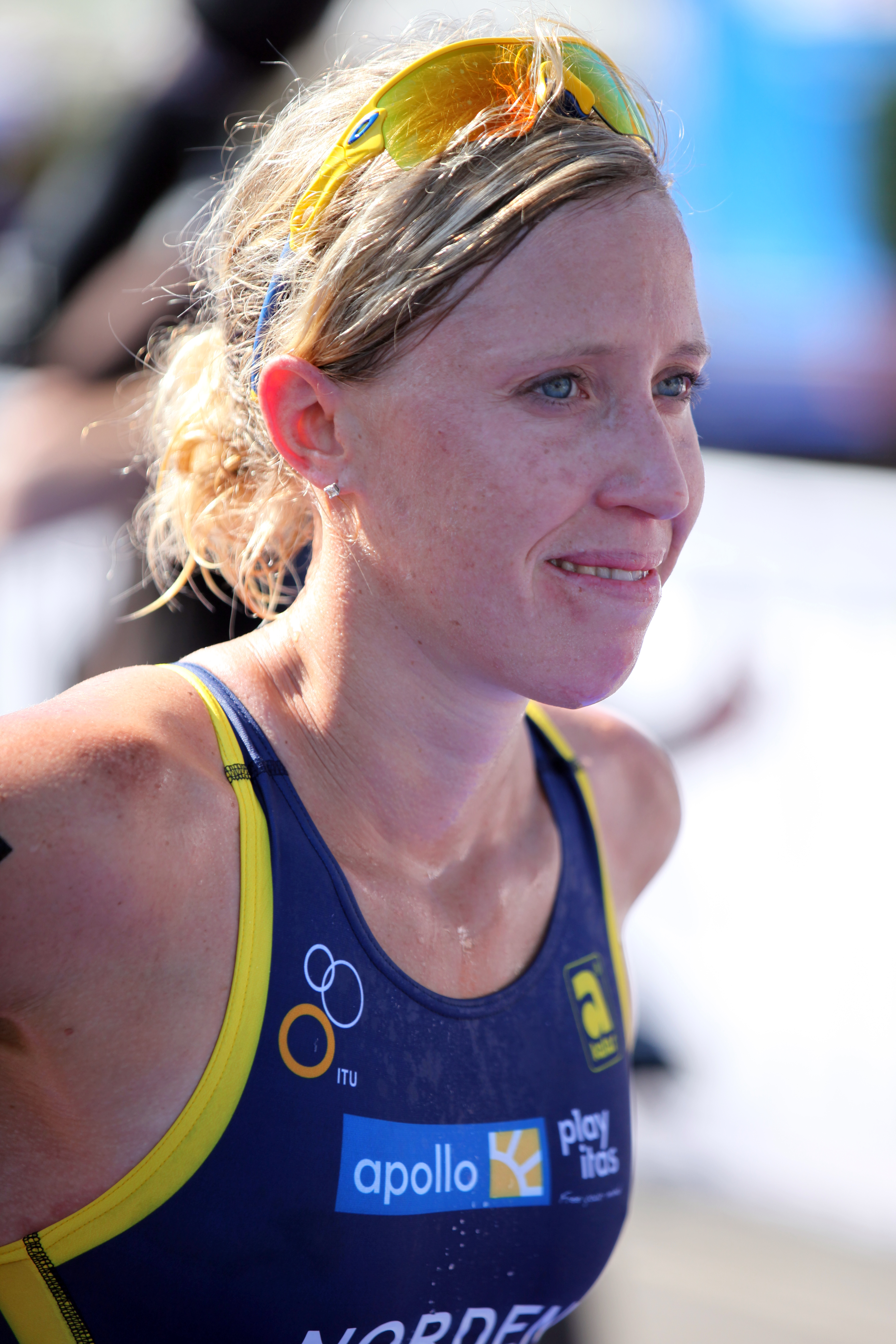
Lisa Nordén – Preisträgerin 2012

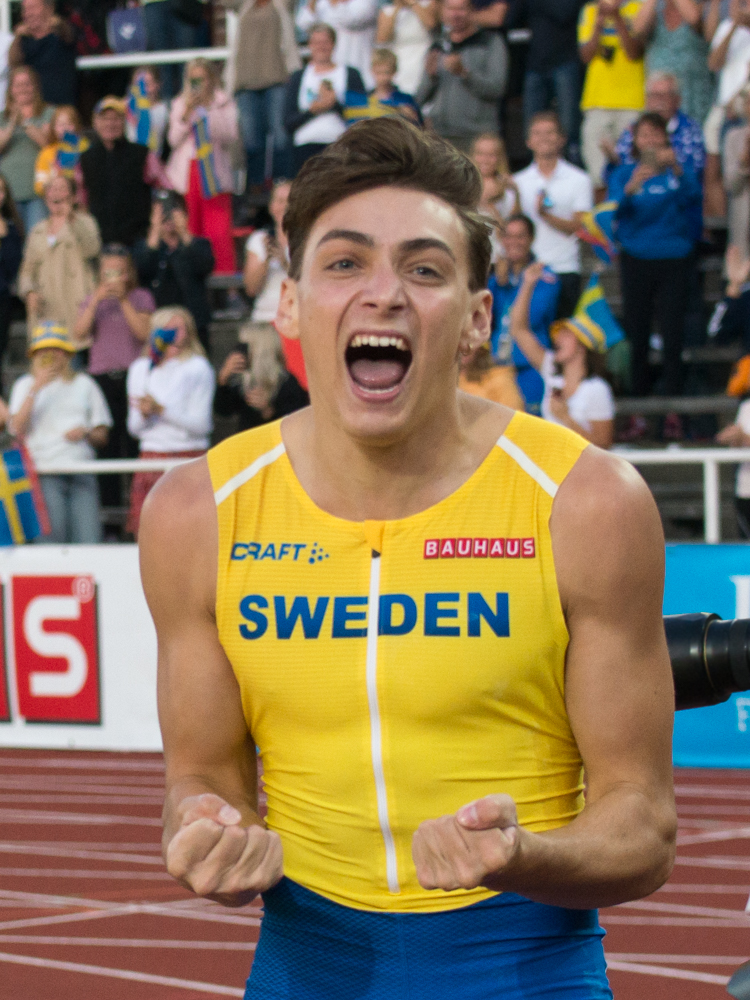
Armand Duplantis – Preisträger 2020

- 1979 – Ingemar Stenmark, Ski Alpin
- 1980 – Ingemar Stenmark, Ski Alpin
- 1981 – Annichen Kringstad, Orientierungslauf
- 1982 – IFK Göteborg, Fußball
- 1983 – Mats Wilander, Tennis
- 1984 – Gunde Svan, Skilanglauf
- 1985 – Gunde Svan, Skilanglauf
- 1986 – Tomas Johansson, Ringen
- 1987 – Marie-Helene Westin, Skilanglauf
- 1988 – Tomas Gustafson, Eisschnelllauf
- 1989 – Jan Boklöv, Skispringen
- 1990 – Handballnationalmannschaft der Männer
- 1991 – Pernilla Wiberg, Ski Alpin
- 1992 – Pernilla Wiberg, Ski Alpin
- 1993 – Torgny Mogren, Skilanglauf
- 1994 – Fußballnationalmannschaft der Männer
- 1995 – Annika Sörenstam, Golf
- 1996 – Ludmila Engquist, Leichtathletik
- 1997 – Magdalena Forsberg, Biathlon
- 1998 – Magdalena Forsberg, Biathlon
- 1999 – Ludmila Engquist, Leichtathletik
- 2000 – Magdalena Forsberg, Biathlon
- 2001 – Magdalena Forsberg, Biathlon
- 2002 – Carolina Klüft, Leichtathletik
- 2003 – Annika Sörenstam, Golf
- 2004 – Stefan Holm, Leichtathletik
- 2005 – Tony Rickardsson, Speedway
- 2006 – Susanna Kallur, Leichtathletik
- 2007 – Zlatan Ibrahimović, Fußball
- 2008 – Charlotte Kalla, Skilanglauf
- 2009 – Helena Jonsson, Biathlon
- 2010 – Therese Alshammar, Schwimmen
- 2011 – Rolf-Göran Bengtsson, Springreiten
- 2012 – Lisa Nordén, Triathlon
- 2013 – Henrik Stenson, Golf
- 2014 – Sarah Sjöström, Schwimmen
- 2015 – Sarah Sjöström, Schwimmen
- 2016 – Peder Fredricson, Springreiten
- 2017 – Peder Fredricson, Springreiten
- 2018 – Hanna Öberg, Biathlon
- 2019 – Tove Alexandersson, Orientierungslauf
- 2020 – Armand Duplantis, Leichtathletik
- 2021 – Olympiamannschaft im Springreiten (Malin Baryard-Johnsson, Peder Fredricson, Henrik von Eckermann)
- 2022 – Nils van der Poel, Eisschnelllauf
- 2023 – Ebba Andersson, Skilanglauf
- 2024 – Truls Möregårdh, Tischtennis